# Tropicus bartolozzi
Tropicus bartolozzi – gatunek chrząszcza z rodziny różnorożkowatych i podrodziny Heterocerinae.
Gatunek ten został opisany w 1994 roku przez Alessandro Mascagniego.
Chrząszcz ten został wykazany z Ekwadoru oraz z paragwajskiego departamentu Boquerón.